# Заводчиков, Игорь Аркадьевич
Игорь Аркадьевич Заводчиков (13 февраля 1958, Черновцы, Украинская ССР, СССР) — советский футболист, полузащитник. Является одним из рекордсменов черновицкой «Буковины» по количеству проведенных матчей.

## Биография
Футболом начал заниматься в ДЮСШ города Черновцы, первые тренеры — Айзик Бронштейн и Михаил Мельник. В профессиональном футболе дебютировал в 1976 году в черновицкой «Буковине» во второй союзной лиге. В 1978—1979 годах проходил военную службу, где по направлению попал в футбольною команду ЛВВПУ СА и ВМФ (Львов), которая выступала в чемпионате Львовской области. По окончании срока службы Игорь вернулся в родную «Буковину», в которой на долгие годы закрепился в основном составе. В 1980 и 1982 году стал с черновицкой командой серебряным призером и победителем чемпионата УССР. Всего за «Буковину» провёл 288 матчей (21 гол) и считается одним из лучших игроков в истории клуба. С 1987 по 1988 год выступал в клубах КФК: «Карпаты» (Сторожинец) и «Цукровик» (Чортков). В 1989 году вновь выступал в команде мастеров, на этот раз в составе черкасского «Днепра». Завершал карьеру в любительском коллективе «Металлист» (Черновцы).

## Достижения
- Победитель чемпионата УССР (1): 1982
- Серебряный призёр чемпионата УССР (1): 1980